# Erik Lindgren
Erik Lindgren (Stockholm, 1902. december 20. – 1973. július 23.) Európa-bajnok svéd jégkorongozó.
Részt vett az 1931-es jégkorong-világbajnokságon a svéd válogatottban. A második fordulóból az osztrákok legyőzésével jutottak tovább. A hatos döntőben csak egyszer tudtak győzni. Csehszlovákiát verték 1–0-ra. Ez volt az egyetlen ütött góljuk. Viszont a kanadai csapattal 0–0-t játszottak, vagyis lenullázták őket, ami akkoriban óriási teljesítmény volt. Végül a 6. helyen végeztek, és mint jégkorong-Európa-bajnokság, a 4. helyen. 6 mérkőzésen játszott és nem ütött gólt
Az 1932-es jégkorong-Európa-bajnokságon is játszott és Európa-bajnok lett. 6 mérkőzésen játszott és nem ütött gólt.
Klubcsapata a Djurgårdens Hockey volt 1925 és 1934 között. 1926-ban svéd bajnok lett.